# Maesa platyphylla
Maesa platyphylla är en viveväxtart som beskrevs av Adolph Daniel Edward Elmer. Maesa platyphylla ingår i släktet Maesa och familjen viveväxter. Inga underarter finns listade i Catalogue of Life.